# وقتی کریسمس از راه می‌رسد…
وقتی کریسمس از راه می‌رسد… (انگلیسی: When Christmas Comes Around...) دومین آلبوم کریسمس و در کل نهمین آلبوم استودیویی خواننده آمریکایی، کلی کلارکسون است که توسط آتلانتیک رکوردز تقریباً چهار سال پس از انتشار هشتمین آلبوم او به نام معنای زندگی (۲۰۱۷)، در ۱۵ اکتبر ۲۰۲۱ منتشر شد. این آلبوم توسط جسی شاتکین، جیسون هالبرت، جوزف تراپانزه و ایبن یوبنکس تهیه‌کنندگی شده و دومین آلبوم کریسمس کلارکسون پس از پیچیده در سرخ (۲۰۱۳) به‌شمار می‌رود.
این آلبوم شامل نسخه‌های بازخوانی‌شدهٔ آهنگ‌های کریسمس به همراه قطعات اصلی است که کلارکسون در ترانه‌سرایی آن‌ها همکاری داشته و دوئت‌هایی با حضور کریس استیپلتون، آریانا گرانده و برت الدریج دارد. پیش از انتشار آلبوم، تک‌آهنگ‌های «Christmas Isn't Canceled (Just You)» و «Santa, Can't You Hear Me» منتشر شدند. همچنین نسخه‌های تک‌آهنگ‌های قبلی «Christmas Eve", "All I Want for Christmas Is You» و «Under the Mistletoe» به عنوان قطعات هدیه در این آلبوم گنجانده شده‌اند. این آلبوم نامزد دریافت جایزه بهترین آلبوم سنتی پاپ در شصت و پنجمین مراسم جایزه گرمی بود.

## تاریخچه انتشار
| منطقه | تاریخ         | فرمت                       | ناشر     | Catalog number | منابع       |
| ----- | ------------- | -------------------------- | -------- | -------------- | ----------- |
| مختلف | ۱۵ اکتبر ۲۰۲۱ | سی‌دی دانلود دیجیتال استریم | آتلانتیک | ۸۶۴۰۸۳–۴       | [ ۱ ] [ ۲ ] |
| مختلف | ۱۵ اکتبر ۲۰۲۱ | سی‌دی کارت کریسمس           | آتلانتیک | ۸۶۴۰۰۶–۳       | [ ۳ ]       |